# حریص (فیلم)
حریص فیلمی به کارگردانی شکراله رفیعی و نویسندگی ایرج رضایی محصول سال ۱۳۵۲ است.
البته ایرج رضایی علاوه برنویسندگی، کارگردانی فیلم راهم انجام دادند، ولی بدرخواست خودشان از بیک ایمانوردی نامشان ازعنوان کارگردانی حذف شد.

## خلاصه داستان
چنگیز (رضا بیک ایمانوردی)، پسر هرمزان، شکارچی شروری است که به دختران آبادی آزار می‌رساند. او از مرجان (مرسده کامیاب) هتک حیثیت می‌کند و قول می‌دهد که با او ازدواج کند. مراسم خواستگاری صفر (منوچهر والی زاده) و گلی (سیمین غفاری) برگزار می‌شود؛ اما چنگیز که فریفتهٔ گلی شده او را به بهانه ای به صحرا می‌کشاند و از او نیز هتک حرمت می‌کند. گلی موضوع را با صفر در میان می‌گذارد، و صفر در مقابله با چنگیز به شدت مصدوم می‌شود. گلی با اغواگری چنگیز را به صحرا می‌کشاند و او را با ضربات چاقو از پا درمی‌آورد. مرجان به عنوان قاتل چنگیز دستگیر می‌شود، و گلی درصدد خودکشی برمی آید؛ اما خسرو (رضا بیک ایمانوردی)، برادر همزاد چنگیز، که وکیل دعاوی است، گلی را نجات می‌دهد و پس از اعتراف او به قتل چنگیز دفاع از او را به عهده می‌گیرد. گلی تبرئه می‌شود و با صفر ازدواج می‌کند، و خسرو بامرجان، که از برادرش آبستن است، پیمان زناشویی می‌بندد.

## بازیگران
- رضا بیک ایمانوردی
- سیمین غفاری
- عزت‌اله رمضانی فر
- منوچهر والی زاده
- مهری ودادیان
- مرسده کامیاب
- فرشته فرزین
- منوچهر پوراحمد
- زانیچ
- علی اکبر مهدوی فر
- صمد شیرازی
- سهراب
- فرهاد محبت
- رضا حاجیان
- نجفی
- لاله
- اکبر
- سید کریم